# گوپت‌شاه
گوپت‌شاه شخصیتی اساطیری است که به اساطیر ایران باستان باز می‌گردد و در اوستا نیز نامی از او رفته است. مطابق اساطیر گوپت‌شاه ظاهری به‌صورت نیم انسان–نیم گاو دارد و وظیفهٔ او نگهداری از گاو سریشوک است که در فرشگرد آخرین جانوری است که باید قربانی شود. قسمت اول نام گوپت‌شاه از دو بخش gao+paiti تشکیل شده‌است. gao به معنای گاو و paiti به معنای ارباب می‌باشد که در کل واژهٔ «ارباب گاو» معنا می‌دهد که با خویشکاری این شخصیت کاملا منطبق می‌باشد.

## منبع
- فرهنگ و زبان‌های باستانی ایران. محبوبه خدایی. نشر پازینه. تهران.۱۳۸۷. چاپ اول. صفحه ۲۴۶
- فرزان فر، فریبا(1391)، واکاوی نگاره و انگاره نگهبان در شرق نزدیک باستان، پایان نامه کارشناسی ارشد، دانشکده هنر و معماری، دانشگاه سمنان.
- نساج کریمی، سارا (1386)، اهمیت و تقدس گاو در ادیان و اساطیر ایران و هند باستان، پایان نامه کارشناسی ارشد ، دانشکده ادبیات و علوم انسانی، دانشگاه شیراز.
- Rtvelade,E.V. (1998), "Gopatshah of Bactria". Ancient Civilizations from Scythia to Siberia, 4: 294_305.